# Mamapacha Fluctus
Il Mamapacha Fluctus è una struttura geologica della superficie di Venere.